# Javier Pincay
Javier Humberto Pincay Salvatierra (Portoviejo, 6 de agosto de 1972) es un profesor y político ecuatoriano. Es el alcalde de Portoviejo, desde el 14 de mayo de 2023. 

## Biografía
Javier Humberto nació el 6 de agosto de 1972, en el poblado de Playa Prieta, de la parroquia rural de Riochico, del cantón ecuatoriano de Portoviejo.
Estudió la secundaria en el «Colegio Nacional Técnico de Playa Prieta». Obtuvo la licenciatura en Ciencias de la educación, con especialización en Física y Matemáticas de la Universidad Técnica de Manabí. Cuenta con una maestría en dirección en Gestión Pública, por la Universidad Internacional de La Rioja.
Trabajó como profesor en su pueblo natal.

## Vida política
Incursionó en la política, siendo vocal de la Junta Parroquial de Riochico.
Participó en las elecciones seccionales de 2014, donde fue elegido Concejal Rural del cantón Portoviejo; con el partido Avanza. Fue reelecto al cargo, en las elecciones de 2019, por la alianza entre Avanza-MJS-ID-MACHETE.

### Candidatura a la alcaldía de Portoviejo (2023)
En 2022, fue elegido candidato por el partido Avanza, para liderar la coalición: Por el Trabajo y Bienestar de los Manabitas, para ocupar la Alcaldía de Portoviejo, en las elecciones seccionales de 2023. Entre sus propuestas estuvo el arreglo y la rehabilitación de las calles de las zonas céntricas y periurbanas para mejorar la movilidad. Así mismo, ofreció trabajar en la ampliación y recuperación de playa, así como en la construcción del Malecón de Crucita; para potenciar el turismo.
El 20 de diciembre de 2022, durante un recorrido con sus simpatizantes en horas de las tarde; sufrió un atentado armado contra su vida, en el cual salió herido tras recibir varios impactos de bala. Por la gravedad de las heridas, fue trasladado al Hospital de Solca donde fue sometido a dos intervenciones quirúrgicas, por “un abdomen agudo hemorrágico”. Permaneció 16 días hospitalizado en la Unidad de Cuidados Intensivos (UCI). La Policía Nacional reportó que dos individuos en moto protagonizaron el ataque en contra de Pincay, y se habían encontrado once indicios balísticos de calibre 9 milímetros en la escena. También anunció que se seguirán dos líneas investigativas sobre el evento violento. Varios funcionarios y políticos simpatizaron su cercanía y solidaridad a Pincay, deploraron el atentado contra su vida.
Tras las elecciones de 2023, fue elegido alcalde de Portoviejo, por obtener el mayor porcentaje de votos.

### Alcaldía de Portoviejo
Mientras Pincay se recuperaba de sus heridas de bala en el hospital, se realizó un debate obligatorio entre candidatos a alcaldes, una vez anunciado su victoria electoral, el candidato que obtuvo el segundo puesto puso una denuncia por no haber asistido al debate obligatorio.
El 14 de mayo, una resolución de la Unidad Judicial Multicompetente de Montecristi, resolvió que se instale la sesión inaugural del Consejo, por lo tanto la posesión de Pincay. El Concejo eligió a la concejala electa Mariela Coral como vicealcaldesa. La sesión inaugural del consejo estuvo caracterizada por tener una extrema seguridad.
El 29 de junio, el pleno del TCE resolvió sancionar a Pincay con la pérdida de sus derechos políticos por dos años, por incurrir en una infracción electoral muy grave; por no asistir a un debate obligatorio previo a los comicios de febrero 2023. Además, se le impuso una multa de 9 000 dólares. y la suspensión de sus derechos políticos.
Días después, el 6 de julio, el TCE aclaró que se le fueron suspendido sus derechos políticos, pero no fue removido de su cargo de elección popular.

## Matrimonio y descendencia
El 30 de marzo de 1996, se casó con la licenciada Verónica Montesdeoca, con quien tuvo tres hijos: Jordan Javier (†), Jeremy Javier y Juleidy Deyaneira (†). En el terremoto de 2016, perdió a su esposa e hija, y a varios familiares.

## Publicaciones
- El poder de resurgir (2018).

### En redes sociales
- Javier Pincay en Facebook
- Javier Pincay en Instagram
- Javier Pincay en X (antes Twitter)

- Datos: Q120220372